# Institut français du Chili
L' Institut français du Chili (IFC) est un établissement public français faisant partie du réseau mondial des instituts français.

## Historique
L'Institut, en tant qu'organisme, a été constitué en 2011, dans le cadre d’une réforme mondiale du réseau culturel et de coopération du Ministère français des Affaires étrangères et européennes initiée par la loi du 27 juillet 2010, en remplacement des activités culturelles françaises qui, dans le pays, étaient jusque-là réunies au sein de l'association Culturesfrance.
Cette réorganisation a apporté une meilleure unité et une plus grande simplicité de gestion. Les services de coopération universitaire, éducative, linguistique et culturelle de l’Ambassade de France ont ainsi fusionné pour devenir l’Institut français du Chili. Ils entretiennent des liens étroits avec les Consulats honoraires, le Consulat général ainsi que les bureaux de l'Alliance française du pays.

## Rôle
L'Institut propose diverses activités culturelles, en plus des cours et classes de français. Ainsi, le centre culturel de l'institut participe à la scène culturelle locale, en créant des événements à visée nationale, régionale ou locale, selon les projets; il propose quelques centaines d'évènements culturels annuels. Il participe également à des événements externes, dans le cadre de la promotion de la culture et des échanges entre la France et le Chili, mais aussi avec d'autres instances officielles étrangères et nationales (ambassades, associations culturelles chiliennes, etc).
En outre, le bâtiment accueille une cafétéria, une bibliothèque et une « culturethèque » numérique de plusieurs milliers de titres.